# كلاوديو ماريرو
كلاوديو ماريرو (بالإنجليزية: Claudio Marrero) (ولد: 6 مارس 1989 في سانتو دومينغو - )؛ هو ملاكم محترف دومينيكي يصنف ضمن فئة وزن الريشة.

## إحصائيات
خاض خلال مسيرته 26 نزالا، فاز في 23 ولم يتعادل وخسر في 3. فاز بالضربة القاضية في 17 نزالا.

## روابط خارجية
- كلاوديو ماريرو على موقع بوكس ريك (الإنجليزية) (registration required)